# Editora universitária

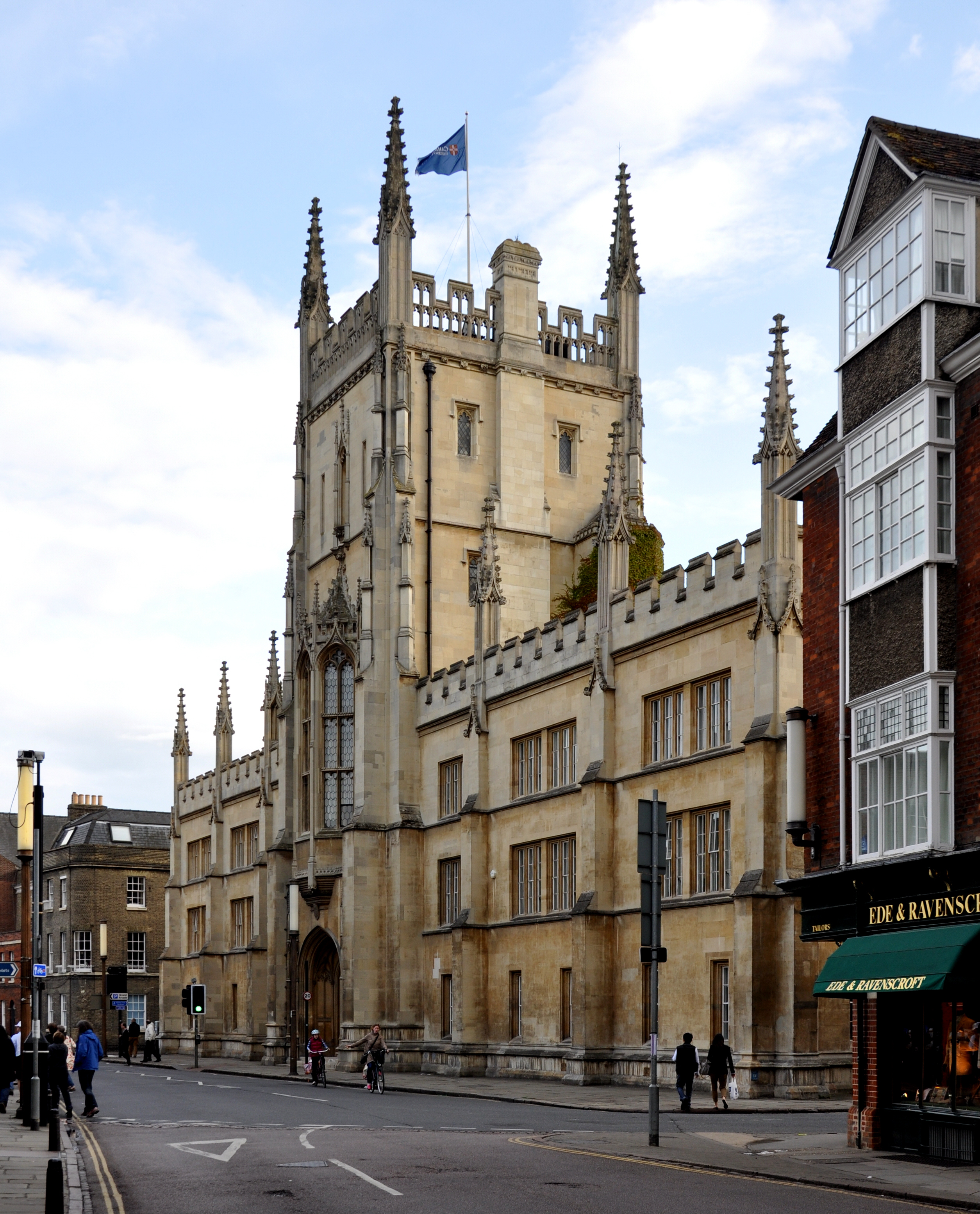
O Edifício Pitt na Universidade de Cambridge, construído em 1833, foi o lar da Cambridge University Press, a mais antiga editora universitária do mundo, por mais de 100 anos; hoje é um centro de conferências.

Uma editora universitária é uma editora acadêmica especializada em monografias e periódicos acadêmicos. A maioria são organizações sem fins lucrativos  e um componente integral de uma grande universidade de pesquisa . Eles publicam trabalhos que foram revisados por estudiosos da área. Eles produzem principalmente trabalhos acadêmicos, mas também costumam ter livros comerciais para um público leigo. Esses livros comerciais também são revisados por pares.
Como os livros acadêmicos geralmente não são lucrativos, as editoras universitárias também podem publicar livros didáticos e obras de referência, que tendem a ter um público maior e vender mais cópias. A maioria das editoras universitárias opera com prejuízo e é subsidiada por seus proprietários; outros são obrigados a empatar. A demanda caiu à medida que os orçamentos das bibliotecas são cortados e as vendas on-line de livros usados prejudicam o novo mercado de livros. Muitas editoras estão experimentando a publicação eletrônica.

## História
A Cambridge University Press e a Oxford University Press são as duas maiores e mais antigas editoras universitárias do mundo. Eles têm dezenas de filiais em todo o mundo, especialmente em toda a Comunidade das Nações .
Nos Estados Unidos, as faculdades coloniais exigiam que os impressores publicassem catálogos universitários, materiais cerimoniais e um número limitado de publicações acadêmicas. Seguindo o trabalho do século 17 do impressor Samuel Green do Harvard College, William Hilliard de Cambridge, Massachusetts, começou a publicar materiais sob o nome de "University Press" em 1802. Editoras universitárias modernas surgiram nos Estados Unidos no final do século XIX. A Cornell University iniciou uma em 1869, mas teve que fechá-la, reiniciando as operações apenas em 1930; A Johns Hopkins University Press está em operação contínua desde 1878.  The University of Pennsylvania Press (1890), University of Chicago Press (1891), Columbia University Press (1893), University of California Press ( 1893) e a Northwestern University Press (1893).
O maior crescimento ocorreu depois de 1945, quando o ensino superior se expandiu rapidamente. Houve um nivelamento depois de 1970.

### Prensas individuais
- Black, MH Cambridge University Press, 1584–1984 (1984) 343pp.
- McKiterick, David. História da Imprensa da Universidade de Cambridge. Vol. 3: 'Novos mundos para aprender, 1873-1972 (2004), 513 pp
- Sutcliffe, Peter. The Oxford University Press: Uma História Informal (1978)